# Trichophysetis whitei
Trichophysetis whitei is een vlinder van de familie van de grasmotten (Crambidae), uit de onderfamilie van de Glaphyriinae. De wetenschappelijke naam van deze soort is voor het eerst voorgesteld door Hans Rebel in een publicatie uit 1906.

## Verspreiding
De soort komt voor op Tenerife, Madeira en Ilhas Selvagens en in Gambia, Sierra Leone, Nigeria, Kameroen, Ethiopië, Congo-Kinshasa, Oeganda, Kenia, Tanzania, Angola, Zambia, Zuid-Afrika en Madagaskar.

## Waardplanten
De rups leeft op de bloemen en de vruchten van Chrysojasminum odoratissimum (Oleaceae) en Jasminum fluminense (Oleaceae).